# 羅浮里

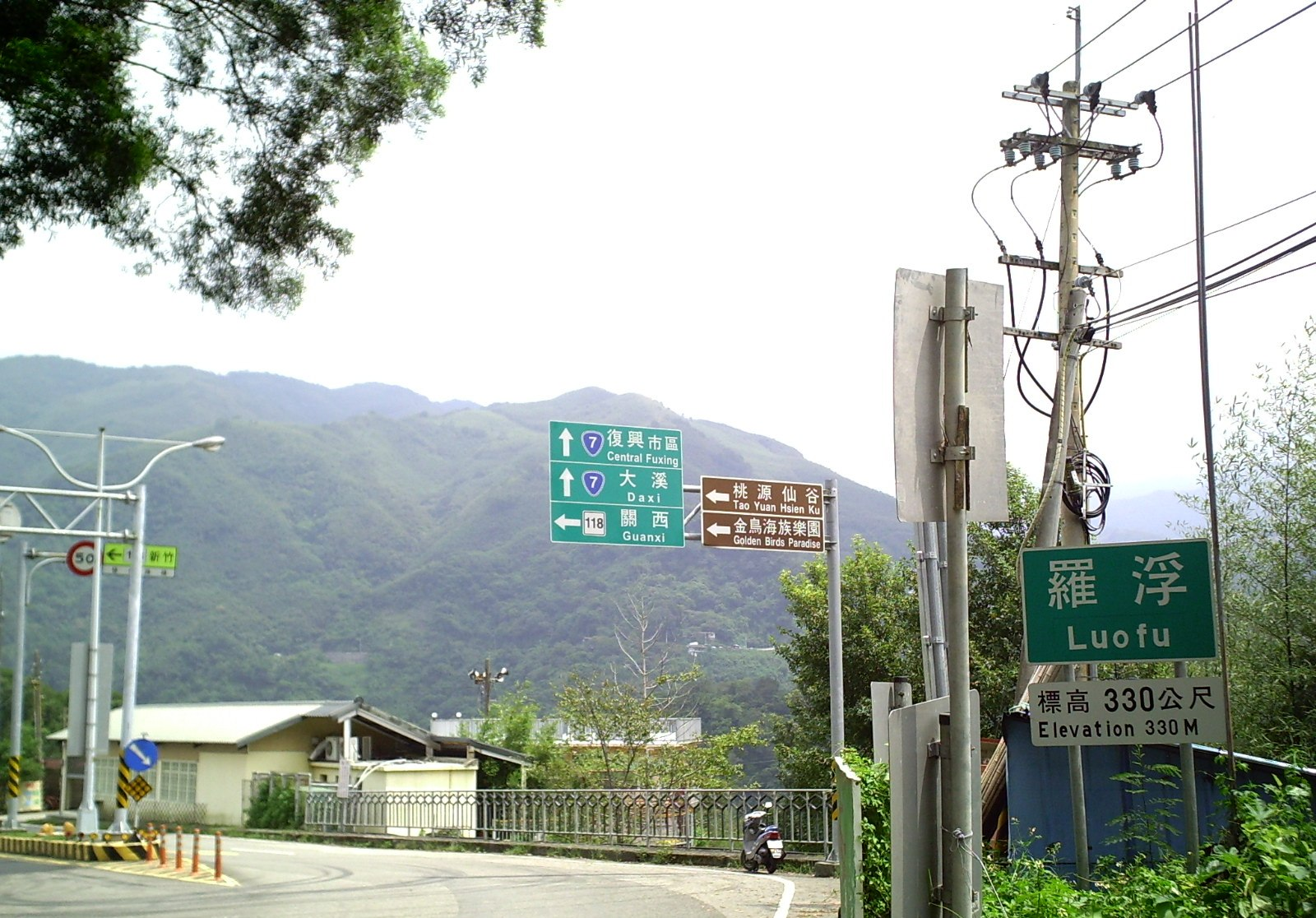
羅浮，市道118號與台7線交會處

羅浮里，位於台灣桃園市復興區北部，人口有1,392人。西以那是山支脈與澤仁、奎輝二里為界，北與霞雲里相鄰，南與高義里相隔，東以大漢溪與義盛里接壤。

## 里名由來
羅浮里舊稱雅邦，泰雅語讀為Kinyopan，其意為「曾被明鄭滿清人留瓣子」，原屬於拉號社的領域。里內包括羅浮（Rahao）、高坡（Kaobo）、大灣（高坡溪）、（復興）橋頭等部落，其中以羅浮部落為里治中心。戰後，國民政府調整行政區域，將其境內各部落劃設為村，並改名成「羅浮」。
羅浮部落即常稱為「羅浮」，為北橫公路上一處聚落，位於台7線22.845公里處，是地處大漢溪上的一座河階平台地形。

## 歷史沿革
清代光緒12年（1886），劉銘傳於大嵙崁（今大溪鎮）設立「臺灣撫墾總局」，該村屬於總局之「大嵙崁撫墾事務總辦」。日治時期，明治29年（1896年），屬大嵙崁撫墾署管轄；明治31年（1898年）改隸三角湧辦務署大嵙崁支署；明治33年（1900年）改屬大嵙崁辦務署；明治34年（1901年）屬桃仔園廳大嵙崁支廳；明治38年紛1905年）屬桃園廳大嵙崁支廳番地；大正9年（1920年）屬新竹州大溪郡番地。
二次大戰結束後，國民政府接收臺灣，民國36年（1947年）初屬新竹縣角板鄉（今復興鄉）角板村，同年分置獨立為「三民村」及「澤仁村」；民國64年（1975年）9月10日析澤仁村南部置「羅浮村」，之後該村村名及界線未再改變。直到2014年12月25日，桃園縣升格直轄市，才將村更名為里。

## 景點
- 羅浮橋
- 復興橋
- 義興吊橋

## 腳註
1. ↑  羅浮部落【Kinyopan】 （页面存档备份，存于），臺灣原住民族資訊資源網，2014年5月28日查閱。
2. ↑  省道公路里程 （页面存档备份，存于），公路總局，2014年5月28日查閱。

## 外部連結
- 桃園市復興區公所 （页面存档备份，存于）